# Torrent de Llorenç
El torrente de Llorenç del Penedés es un afluente del Torrent de Bañeres (Riera de San Miguel).
Comienza en las afueras del pueblo, en el Pla de Lledoner, con la unión de la Rasa de la Teuleria, de la Rasa del Jaumet y el torrente de Sant Jordi. La Rasa de la Teuleria pasa por l'Hostal y recoge agua de las montañas de la sierra de Llobets y del Castillo de Gimenelles. La Rasa del Jaumet recoge agua de la parte Sur-Este de la misma montaña.
El Torrent de Sant Jordi sigue su curso entre Sant Jaume y les Casetes de  Llobets. Más al Norte se llama Torrent del Gatell, recogiendo las aguas del Puig de la Tiula, Puig de la Cogulla, de les Ventoses y la Talaia.
El Torrent de Llorenç bordea la zona Nordeste del pueblo, pasa por detrás del Castillo de Llorenç, sigue por debajo de la autopista y por la parte Oeste de la Casa-Roja. En la zona del Molinet, se une con el Torrent de Banyeres o Riera de Sant Miquel. El tramo de del Pla del Lledoner con el de la Rasa de la Teuleria hasta desembocar en la Riera de Sant Miquel en el municipio de Banyeres, mide 2'31 km.
Depende de la zona por donde pase, cambia el nombre hasta llegar a la Riera de la Bisbal, desembocando en el mar Mediterráneo, en la zona conocida como Les Madrigueres. 
La vegetación que podemos encontrar en los márgenes del torrente es vegetación propia de ribera: cañas, juncos de hoja estrecha, plataneros, almecinos.